# 赵曲文庙大成殿
赵曲文庙大成殿位于山西省临汾市襄汾县新城镇赵曲村，为清代建筑。2016年6月6日公布为第五批山西省文物保护单位。